# Identity (イヤホンズのコンセプトEP)
『identity』（アイデンティティ）は、イヤホンズのコンセプトEP。2021年9月22日にEVIL LINE RECORDSより発売。

## 概要
3rdアルバム『Theory of evolution』から約1年ぶりの新譜となる。
今作は "目と耳で楽しむ"コンセプトEP として制作され、『自己表現』がテーマとなっている。収録曲の中には、2015年7月22日発売の2ndシングル『それが声優!』のリメイク版があり、Blu-ray Discには同曲の作詞担当でテレビアニメ『それが声優!』原作者のあさのますみ（浅野真澄）との対談映像も収録される。
販売形態は【通常版】【初回限定 Online Show版】の2つで、【初回限定 Online Show版】には2020年10月31日に開催されたオンラインライブイベント『EARPHONES Theory of evolution Online Show』が再編集され収録される。
また【初回限定 Online Show版】のジャケットには、書道アーティスト・原愛梨によるメンバーのフルネームを用いた書道アートが、【通常版】のジャケットに写っている3人のシルエットに合わせた形で描かれている。
なお、今作はコンセプト"EP"というカテゴリーに分類されているが、各販売サイトでは『ブルーレイディスク』として扱われている。
2022年1月28日より、本作の全ての収録曲においてソニーの立体音響技術・360 Reality Audioに対応した音源が配信開始。日本国内ではおもにAmazon Music Unlimitedで視聴が可能である。

## 収録内容

### 【全形態共通】CD
1. それが声優! 2021
  - 作詞：あさのますみ／作曲：佐々倉有吾（オリジナル楽曲）・月蝕會議／編曲：月蝕會議
  - 2015年7月22日発売の2ndシングル『それが声優!』のリメイクバージョン。2015年当時に佐々倉有吾が作曲したオリジナルのメロディーに、月蝕會議が新たに書き下ろしたメロディーを繋ぎ合わせている。
  - 2021年9月より、ラジオ番組『イヤホンズの三平方の定理』のEDテーマとして使用されている。
2. はじめまして
  - 作詞・作曲・編曲：三浦康嗣（□□□）
  - 今作のリードトラック。
  - 歌詞に日本語を含めた12言語（英語、中国語、韓国語、イタリア語、ドイツ語、フランス語、スペイン語、ロシア語、ポルトガル語、エスペラント語）の言葉を取り入れたワールドワイドなナンバー。
  - テレビ朝日系『musicる TV』2021年9月度エンディングテーマ
  - 2021年9月より、ラジオ番組『イヤホンズの三平方の定理』のOPテーマとして使用されている。
3. かなしみ
  - 作詞・作曲：小春／編曲：月蝕會議
  - 原曲：チャラン・ポ・ランタン
  - 音楽ユニット・チャラン・ポ・ランタンが発表している同名曲のカバー。6thシングル『チュラタ チュラハ』にて取り入れられていた全編ウィスパーボイスを今作にも取り入れている。
4. それが声優! 2021 off vocal ver.
5. はじめまして off vocal ver.
6. かなしみ off vocal ver.

### 【通常版】Blu-ray Disc
1. はじめまして MUSIC VIDEO
  - 制作：ピンクじゃなくても
  - 今作では、クリエイターチーム・手話あいらんどの指導のもと、イヤホンズのメンバーが手話を取り入れた振り付けを披露している。
2. Table Talk
長久友紀×あさのますみ
高橋李依×あさのますみ
高野麻里佳×あさのますみ
  - 「それが声優!」および「それが声優! 2021」作詞担当・あさのますみとの対談映像
3. それが声優! 2021 Music Trailer
  - 制作：ピンクじゃなくても

### 【初回限定 Online Show版】Blu-ray Disc
1. はじめまして Music Video
2. Table Talk
長久友紀×あさのますみ
高橋李依×あさのますみ
高野麻里佳×あさのますみ
3. それが声優! 2021 Music Trailer
4. EARPHONES Theory of evolution Online Show
【出演】
イヤホンズ
（高野麻里佳・高橋李依・長久友紀）
【映像制作】
ピンクじゃなくても
【セットリスト】
M1.記録
M2.記憶
M3.あたしのなかのものがたり
M4.渇望のジレンマ
M5.チュラタ チュラハ
M6.背中のWING!!!
M7.わがままなアレゴリー!!!
M8.循環謳歌
M9.耳の中へ!!!
M10.私でキマリ☆ → Magic of love → プロ根! 〜地獄の一丁目特訓!の巻〜（スペシャルメドレー）
M11.サンキトウセン!

## イヤホンズ6周年記念LIVE「identity」
本作を引っ提げたライブイベント。
イヤホンズの単独ライブイベントとしては2018年12月にサンリオピューロランドで開催された『イヤホンズクリスマス2018』以来、約3年（1141日）ぶりとなる有観客での開催となる。
本公演では新型コロナウイルスに対する政府・自治体の定めるガイドラインを遵守した有観客での開催に加え、2020年10月31日に開催された『EARPHONES Theory of evolution Online Show』同様オンラインでの配信も行われた。また配信チケット購入者限定でライブ直後のアフタートークも生配信された。
2022年2月28日にイヤホンズ公式YouTubeチャンネルにてダイジェスト映像が公開。4月27日にはMUSIC ON! TVにて全編放送。
2024年2月14日発売の4thアルバム『手紙【LIVE identity盤】』において、本公演のライブ映像が収録される。
【日時】
2022年1月30日
【会場】
TACHIKAWA STAGE GARDEN
【配信プラットフォーム】
国内配信：Streaming+（イープラス）
海外配信：ZAIKO
【出演】
イヤホンズ（高野麻里佳・高橋李依・長久友紀）
【セットリスト】
〜第1幕〜
M1. それが声優! 2021
M2. はじめまして
M3. 280秒間世界一周 〜幸せのイヤホンを探して〜
M4. あたしのなかのものがたり
M5. わがままなアレゴリー!!!
M6. かなしみ
〜第2幕〜
M7. 理想郷物語
M8. 一件落着ゴ用心
M9. チュラタ チュラハ
M10. 耳の中へ!!!
M11. 成長! 全力シンデレラ
M12. サンキトウセン!
〜第3幕〜
M13. あなたのお耳にプラグイン! 〜勇者へのミサ・ブレイヴィス〜
M14. 応援歌!
M15. ヨロコビノウタ